# ラヒウ地区
ラヒウ地区 （ウクライナ語: Рахівський район）は、ウクライナ西部・ザカルパッチャ州の東部に位置するラヨン（地区）で、行政庁所在地はラヒウ市である。
人口は2022年推計で82,034人。

## 概要
2020年7月18日、地方自治体行政区画改革により設置された。以前から「ラヒウ地区」という名のラヨンはあったが、新しいラヒウ地区の区域は、従来のものより狭くなった。

## 下位行政区分
ラヒウ地区には4つのフロマーダ（領域共同体）がある。
1. ボフダン領域共同体（ウクライナ語版）
2. ヴェリキー・ビチキウ領域共同体（ウクライナ語版）
3. ラヒウ領域共同体（ウクライナ語版）
4. ヤスィニャ領域共同体（ウクライナ語版）

## 市町村
ラヒウ地区には26の市町村がある。

### 市
ラヒウ地区の市はただ1つである。
1. ラヒウ（Рахів）市

### 町
ラヒウ地区には3つの町がある。
1. ヴェリキー・ビチキウ（Великий Бичків）町
2. コビレツィカ・ポリャナ（Кобилецька Поляна）町
3. ヤスィニャ（Ясіня）町

### 村
ラヒウ地区には22の村がある。
1. ボフダン（Богдан）村
2. ブレボヤ（Бребоя）村
3. ビリン（Білин）村
4. ヴェルフニェ・ウォデャネ（Верхнє Водяне）村
5. ヴィドリチカ（Видричка）村
6. ウォディツャ（Водиця）村
7. ホヴェールラ（Говерла）村
8. ディロヴェ（Ділове）村
9. クワスィ（Кваси）村
10. コスティリウカ（Костилівка）村
11. コスィウシカ・ポリャナ（Косівська Поляна）村
12. ラゼシチナ（Лазещина）村
13. ルフ（Луг）村
14. ルヒ（Луги）村
15. プラユツィ（Плаюць）村
16. ロズトキ（Розтоки）村
17. ロスィシカ（Росішка）村
18. ステブニー（Стебний）村
19. ストリンバ（Стримба）村
20. スィトニー（Сітний）村
21. トロステャネツィ（Тростянець）村
22. チョルナ・ティサ（Чорна Тиса）村

## 地理
この地区はカルパティア山脈中の高所に位置する。
ラヒウから約40 kmのチョルノヒル山塊にあるホヴェールラ山（標高2061 m）はウクライナ全土の最高峰で、その近くにはさらに5つの標高2000 m級の山々がそびえ立つ。

### 鉱物資源
この地区では、2018年に大規模な金鉱床が発見され、活用が期待されている。

### 気候
この地区は高地に位置するため冷涼な気候で、気温が10°Cを超える期間は5ヶ月ほどである。ラヒウにある気象台（標高430 m）の観測データによると、1月の平均気温は-4.8℃、7月は18.0℃、年平均は7.4℃となっている。また、年間平均降水量は1212 mmで、6月から7月に雨が多い。標高が上がるにつれて気温が下がり、降水量が増える傾向がある。

### 水資源
この地区は水の供給量が多い。ドナウ川の支流の1つであるティサ川はラヒウ地区から流れ出し、ウクライナ、ルーマニア、ハンガリー、スロバキアの人々に飲料水を供給する。また、この地区では他に82もの水源が発見されている。

### 生態系
ラキウ地区はウクライナで最も森林が多い地区で、総面積の約68 %が森林で覆われている。この森林には、ウクライナの他の場所では見られない数十の植物が生息し、世界的に貴重な生態系とされ、カルパティア生物保護区に指定されている。この地域には、クマ、オオカミ、オオヤマネコなどの大型捕食動物も多く生息する。
保護区では、1,000種以上の植物、64種の哺乳類、173種の鳥類、9種の爬虫類、13種の両生類、23種の魚類および約15,000種の無脊椎動物が保護されている。この中には、ウクライナやヨーロッパのレッドリストに記載されている64種の植物と72種の動物も含まれる。

## 注